# Spegeln sprack från kant till kant (film)
Spegeln sprack från kant till kant (engelska: The Mirror Crack'd) är en brittisk mysteriefilm från 1980 i regi av Guy Hamilton. Filmen är baserad på Agatha Christies roman med samma namn från 1962. I huvudrollerna ses Angela Lansbury, Kim Novak, Elizabeth Taylor, Geraldine Chaplin, Tony Curtis, Edward Fox, Rock Hudson och Pierce Brosnan i sin filmdebut.

## Handling
Ett stort Hollywood-produktionsbolag anländer till den fiktiva lilla engelska byn St. Mary Mead, där miss Jane Marple bor. De ska spela in en kostymfilm om Maria Stuart och Elisabet I, med filmstjärnorna Marina Rudd och Lola Brewster. De två skådespelarna är gamla rivaler som föraktar varandra. Marina gör med filmen en hyllad comeback efter långvarig "sjukdom" (på grund av ett nervöst sammanbrott efter att hennes son föddes med en svår hjärnskada). Hon och hennes make, Jason Rudd, som ska regissera filmen, anländer med hela sitt följe. 
När Marina får reda på att Lola kommer att vara i filmen, blir hon rasande. Lola och hennes make, Marty Fenn, som producerar filmen, anländer och spänningen stiger både i filmensemblen och i byn. Lokalbefolkningen har nämligen blivit inbjuden till en mottagning arrangerad av filmbolaget på herrgården Gossington Hall. Lola och Marina möts nu ansikte mot ansikte och sammandrabbar genast, samtidigt som de poserar för kamerorna. 
Efter mötet med Lola, fastnar Marina med en hängiven beundrare, Heather Babcock, som uttråkar henne med en lång och detaljerad berättelse om att hon har träffat stjärnan under andra världskriget. Sin redogörelse sköljer Heather ner med en cocktail som egentligen var avsedd för Marina, och inom kort faller Heather ihop och dör av förgiftning. 
Alla är säkra på att Marina var det avsedda mordoffret. Hon har nyligen mottagit anonyma dödshot och under filminspelningen finner man att en kopp kaffe hon ska till att dricka har spetsats med gift. Hennes ansträngda nerver börjar återigen ta ut sin rätt. 
Dermot Craddock på Scotland Yard utreder fallet. Han är förbryllad, då han undrar vem som kan vilja mörda filmstjärnan och har därmed mördat en oskyldig kvinna. Han tar hjälp av sin faster, Jane Marple, som nyligen skadat foten och därför begränsas till vistelse i sitt hem. 
De misstänkta är Ella Zielinsky, Jasons produktionsassistent som i hemlighet har en affär med honom och vill få Marina ur vägen, och den hetlevrade skådespelaren Lola Brewster.
Miss Marple, som nu är på benen igen, besöker Gossington Hall där Marina och Jason bor, och ser var Heathers död inträffade. Med hjälp av information från sin städerska Cherry Baker, som arbetade som servitris dagen för mordet, börjar Marple pussla ihop händelserna och lösa mysteriet. Vid den tiden inträffar dock ytterligare ett dödsfall på Gossington Hall, vilket förklarar vem som var mördaren: Marina Rudd, som tydligen har dött genom självmord.
Miss Marple förklarar att Heather Babcocks berättelse var Marinas motiv. Heather led av mässlingen, en ganska ofarlig sjukdom för de flesta vuxna, men farlig för en gravid kvinnas foster. Heather smittade ovetande Marina när hon kysste henne under andra världskriget när Marina var gravid: hon hade orsakat att Marinas barn föddes med mentalt handikappad. När Marina hörde Heather glatt berätta den här historien blev hon utom sig av raseri och förgiftade henne medvetet. Hon spred sedan idén om att hon var det tilltänkta offret, kokade ihop dödshoten och förgiftade sitt eget kaffe. Ella, som ringde till olika misstänkta från en telefonkiosk, råkade gissa rätt, vilket fick Marina att mörda henne. Jason erkänner för Miss Marple att han hade lagt gift i sin frus varma choklad för att rädda henne från att bli åtalad, men drycken har inte rörts. Marina hittas ändå död, till synes förgiftad av sig själv.

## Rollista i urval
- Angela Lansbury – Miss Jane Marple
- Elizabeth Taylor – Marina Gregg-Rudd
- Rock Hudson – Jason Rudd
- Tony Curtis – Martin "Marty" N. Fenn
- Kim Novak – Lola Brewster
- Geraldine Chaplin – Ella Zelinsky
- Edward Fox – inspektör Dermot Craddock, Janes syskonbarn
- Charles Gray – Bates, butlern
- Richard Pearson – doktor Haydock
- Wendy Morgan – Cherry
- Margaret Courtenay – Mrs. Dolly Bantry
- Marella Oppenheim – Margot Bence
- Maureen Bennett – Heather Babcock
- Carolyn Pickles – Miss Giles
- Charles Lloyd-Pack – pastorn
- Pat Nye – borgmästarinnan
- Pierce Brosnan – skådespelare som spelar Jamie (ej krediterad)

Dessutom är Anthony Steel, Dinah Sheridan, Nigel Stock, Hildegard Neil, John Bennett och Allan Cuthbertson bland skådespelarna som dyker upp i Murder at Midnight, en svartvit "teaser"-film som visas i början av filmen. Natalie Wood valdes ursprungligen för att spela rollen som Taylor så småningom spelade.
Margaret Courtenay medverkade senare i BBC:s TV-serie Miss Marple med Joan Hickson i huvudrollen som Miss Marple.

## Om filmen
Romanen publicerades 1962. 1977 meddelade Warner Bros. att Helen Hayes skulle spela Miss Marple i filmatiseringarna av Ett karibiskt mysterium och Spegeln sprack från kant till kant.
Filmrättigheterna för Spegeln övergick till John Brabourne och Richard Goodwin, som tidigare hade producerat filmatiseringar av Mordet på Orientexpressen (1974) och Döden på Nilen (1978). 1979 meddelade de att de skulle göra filmen med Lansbury i huvudrollen, som hade haft en biroll i Döden på Nilen' och medverkat på scen i Sweeney Todd. Produktionen skulle läggas på is tills Lansbury var klar med sin roll i musikalen. I augusti 1979 drabbades Brabourne av benskador i en bombexplosion som dödade hans mor, son och svärfar Lord Mountbatten, men han fortsatte med filmen.
Hamilton fick jobbet som regissör. Han berättade för producenterna att han inte var någon beundrare av Christies romaner och de sa att det var det som skulle göra honom idealisk för filmen. Hamilton beskrev manuset som "fruktansvärt roligt". Rollsättaren Dyson Lovell sa att eftersom filmen utspelade sig på 1950-talet "verkade det som en bra idé att använda stjärnor från den eran". Rock Hudson, Kim Novak, Tony Curtis och Taylor skrev på för att spela biroller. Taylor tog över efter Wood. Curtis gjorde filmen efter att ha fått sparken från Broadwaypjäsen I Ought to Be in Pictures.
Det var Taylors första film på tre år. Hon sa: "Jag har sagt i två år nu att jag inte skulle gå tillbaka till film om det inte var något som verkligen fascinerade mig, och något som inte skulle ta mig bort från min man för länge. Jag har hittat just det i Spegeln sprack från kant till kant och längtar efter att få arbeta med några mycket kära vänner igen."
Det hade gjorts en rad Miss Marple-filmer på 1960-talet med Margaret Rutherford i huvudrollen. Hamilton sa att Rutherford "var en gudomlig clown, men hon var inte Miss Marple än. Vi gör Miss Christies Miss Marple, en allvarligare person, en skvallerbytta, lite av en snobb. Och hon ramlar inte av cykeln i byns ankdamm".
Lansbury sa att hon spelade rollen som Marple "helt allvarligt. Jag försöker komma åt den kvinna som Agatha Christie skapade: en edvardiansk jungfru genomsyrad av stor mänsklighet och ett sinne av enorm bredd. Hon beskrivs mycket exakt i böckerna som lång, blek i hyn, med tindrande blå ögon och vitt hår - inte alls en fet klump till varelse. Jag baserar min prestation på det. Också på det faktum att hon har en oerhörd vakenhet och nyfikenhet i förening med en stor aptit på mord." Hon skrev på ett kontrakt om tre filmer, vilket innebar att avsikten var att göra ytterligare två Marples.
Spegeln sprack från kant till kant hade svensk premiär den 11 april 1981. Filmen har visats i svensk television, bland annat i Sjuan den 6 augusti 2018.

### Filmning
St Clere Estate i Heaverham användes som det stora hemmet för Marina Rudd (Taylor) och hennes man Jason (Hudson). Ye Olde George Inn och en bro på Church Street i Shoreham är båda märkbara i produktionen, som också är en del av byn St Mary Mead. Byn Smarden och S:t Mikaels kyrka används också som byn. Under inspelningen användes även "Thatched House"-stugan i Smarden som Miss Marples stuga. Smarden ligger i Ashford-distriktet i Kent, och de traditionella halmtakshusen och bybutikerna gjorde det till en perfekt inspelningsplats. Filmen spelades in under 10 veckor från 12 maj till 18 juli 1980.
"Det var kul", sa Curtis. "Lätt som en plätt. Jag behövde inte bli alldeles svettig som i Spartacus och jag hade det bra." "Jag har aldrig haft så roligt när jag gjort en film", säger Novak. "Det kanske inte är min bästa roll, men jag hade inte en studiochef som flåsade mig i nacken och dikterade varje steg jag tog."
Novak tillade att hon och Taylor "... Båda hade en massa roliga, bitchiga repliker att säga till varandra. I verkliga livet finns den bitchigheten sällan på en filminspelning, men skådespelerskor har verkligen tänkt på det mycket. Men de har aldrig sagt det. Det var därför den här filmen var så rolig." Hennes återkomst till filmskapandet var dock bara tillfällig. "Att göra något då och då, som Spegeln sprack från kant till kant, är bra och det får mig att känna mig som Askungen på balen. Men som en stadig diet - inte en chans."

### Inspirationsteori
Biografiförfattare har en teori om att Christie använde en händelse i den amerikanska filmstjärnan Gene Tierneys liv som grund för handlingen i filmen. I juni 1943, när hon var gravid med sin första dotter, drabbades Tierney av mässling under sitt enda framträdande på Hollywood Canteen. På grund av Tierneys sjukdom föddes hennes dotter döv, delvis blind med grå starr och svårt utvecklingsstörd. En tid efter tragedin kring födseln fick skådespelerskan veta av ett fan som kontaktade henne för en autograf att kvinnan (som då var medlem i marinkårens kvinnogren) hade smugit ut ur karantänen medan hon var sjuk i mässling för att träffa Tierney vid hennes enda framträdande i Hollywoods matsal. I sin självbiografi skrev Tierney att efter att kvinnan hade berättat sin historia: "Jag stod där i en mycket lång minut. Det var meningslöst att berätta för henne om den tragedi som hade inträffat. Jag vände mig om och gick därifrån mycket snabbt. Efter det brydde jag mig inte om ifall jag någonsin var någons favoritskådespelerska".
Händelsen, liksom omständigheterna under vilka informationen förmedlades till skådespelerskan, upprepas nästan ordagrant i Christies berättelse. Tierneys livserfarenhet hade blivit väl omskriven.